# 密穗磚子苗
密穗磚子苗（学名：Cyperus compactus），为莎草科莎草属下的一个种。其种加词“compactus”意为“致密的”。